# Jean-Jacques Fol
Jean-Jacques Fol, né le 19 juin 1930 à Clamecy (Nièvre) et mort le 12 décembre 1988 à Paris, est un universitaire français. Il est vice-président de l'université Paris VII de 1977 à 1982. Il préside l'université Paris VII de 1982 à 1987.

## Formation
Il défend une thèse en 1968 à l’université de Paris sur Petsamo.
Il soutient sa thèse d'État : Accession de la Finlande à l'indépendance 1917-1919 à Paris I le 22 mai 1975.
Traducteur officiel des Jeux olympiques d'été de 1952 (en Finlande)[réf. nécessaire].

## Carrière

### Enseignement dans le secondaire
Il enseigne dans plusieurs établissements d'enseignement secondaire, en commençant comme lecteur de français de 1950 à 1952 au lycée normal d'Helsinki, et dans l'école suédoise des HEC. Fin 1953, il est instituteur au centre psycho-pédagogique de Senlis avant d'occuper de 1954 à 1959 un poste d'instituteur dans la 13e circonscription de la Seine. Il enseigne par la suite au lycée franco-finlandais de 1959 à 1962, puis part à Madagascar pour enseigner de 1962 à Mantasoa, puis de 1965 à 1968 au lycée Rabearivelo à Tananarive, lycée où il devient adjoint d’enseignement de 1968 à 1970.

### Enseignement supérieur
En 1970, il commence une carrière dans l'enseignement supérieur en assurant le poste de maître assistant à l'université du Bénin, devenue université de Lomé, au Togo, où il exerce jusqu'en 1972. Il rentre en France cette même année pour assurer cette même fonction à l'université Paris VII jusqu'en 1978, date à laquelle il accède à la fonction de maître de conférences, avant d'accéder au rang de professeur des universités en 1979.
Il assure plusieurs fonctions administratives et devient vice-président de l’université Paris 7 de 1976 à 1981 pendant les mandats d'Yves Le Corre puis de Jean-Jacques Bernier, avant d'assurer la présidence de l'établissement de 1982 à 1987. Il assure par ailleurs la direction du Centre Interdisciplinaire de Recherches sur l’Europe du Nord à partir de 1978, ainsi que la codirection de celui du projet intégré franco-canadien de didactique des disciplines à partir de 1980.

## Publications
- Petsamo, 1918-1944, thèse de 3e cycle, 1968
- Accession de la Finlande à l’indépendance, 1917-1919, thèse d'Etat, Université de Paris I, 1977
- Les Pays nordiques aux XIXe et XXe siècles, PUF, Nouvelle Clio, Paris, 1978
- Finlande, peuple et civilisation, PUF, « Complexe », Paris-Bruxelles, 1982

Il assure par ailleurs la direction des ouvrages Norvège, Suède, Danemark, Groenland, publiés au titre du CIREN pour la collection Complexe.

### Traductions
- Väinö Linna, Ici, sous l'étoile polaire, t. 1, Les Bons Caractères, 2011 (ISBN 2915727252)
- Väinö Linna, Ici, sous l'étoile polaire, Les gardes rouges de Tampere, t. 2, Les Bons Caractères, 2011 (ISBN 2915727260)

## Distinctions
- Décoré de l'ordre le la Rose Blanche (Finlande)
- Chevalier de la Légion d'honneur, 1983
- Prix des écrivains de moins de 20 ans décerné par Le Figaro Littéraire
- Chevalier de l’ordre des Palmes Académiques, 1970
- Officier dans l’ordre des Palmes Académiques, 1976

## Sources
1. 1 2 3  Jean-Jacques Fol, président de l'université Paris 7 de 1982 à 1987, université Paris 7, consulté sur www.univ-paris-diderot.fr le 1er mars 2011